# Essener Krone

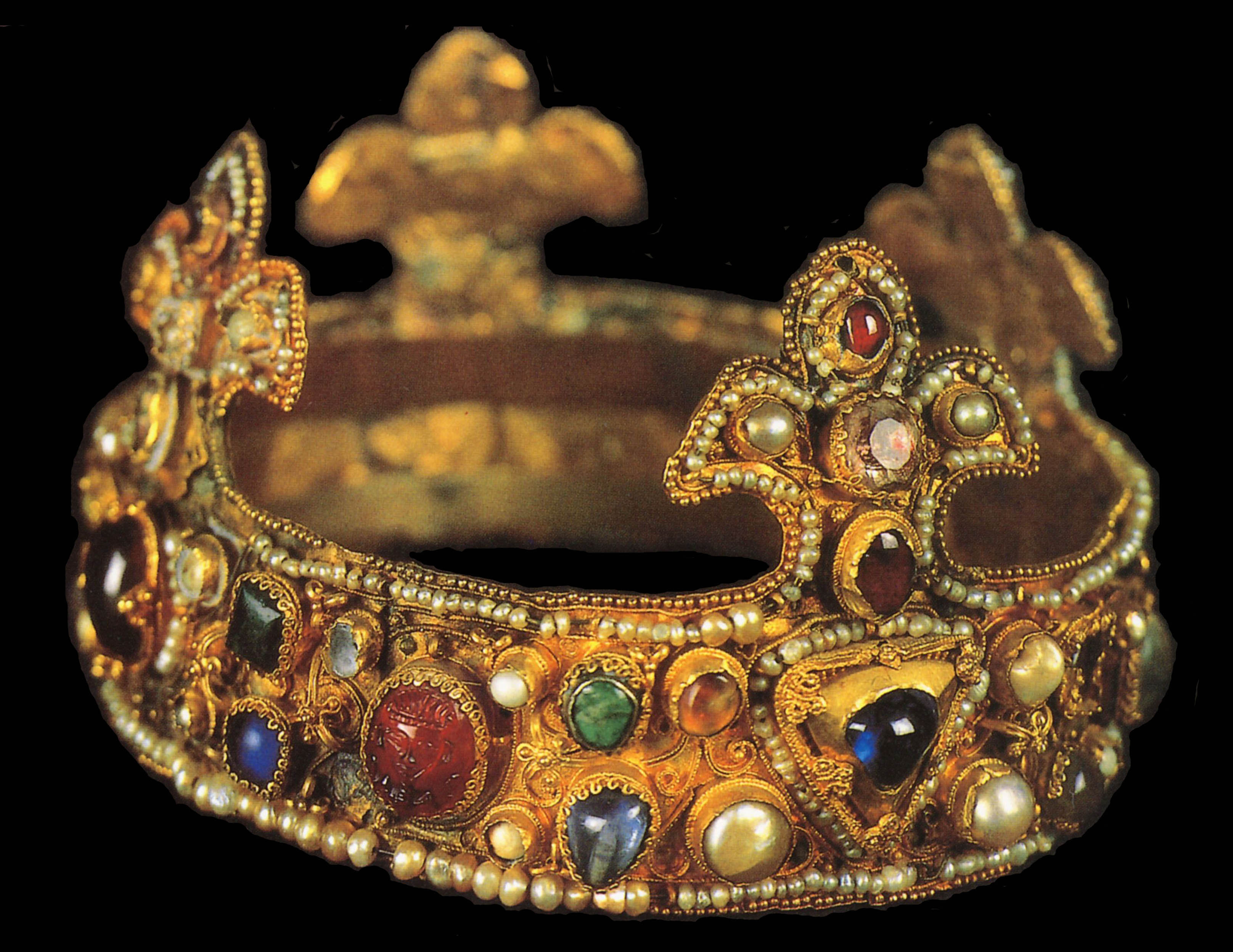
Die Krone aus dem Essener Domschatz, deutlich erkennbar der Saphir auf der Stirnseite

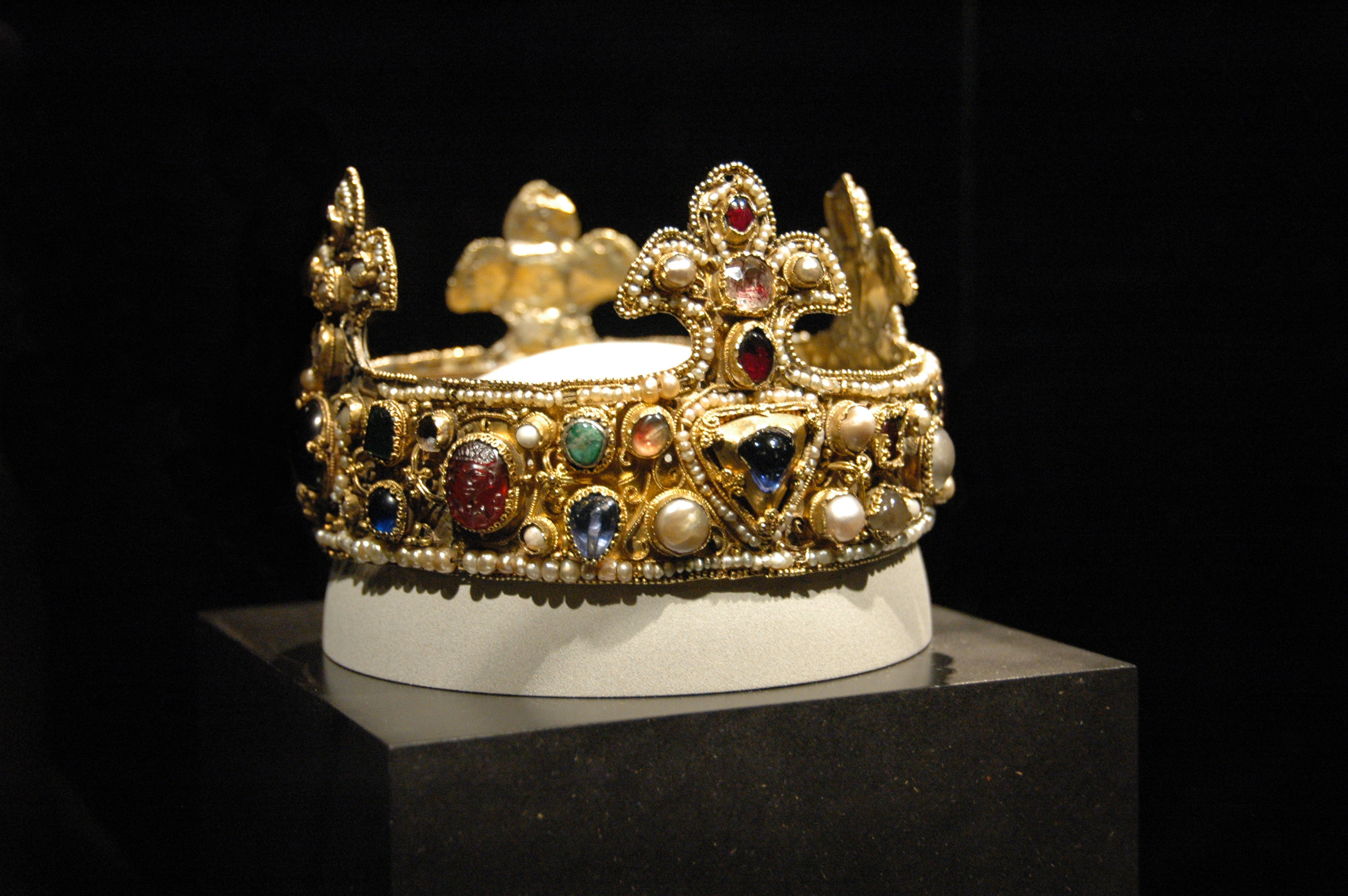
Die Krone in der Ausstellung Gold vor Schwarz 2008

Die Essener Krone ist eine goldene, ottonische Krone im Essener Domschatz. Es wurde vormals angenommen, dass es sich möglicherweise um die Krone handeln könnte, mit der der dreijährige Otto III. 983 zum römisch-deutschen König gekrönt wurde, aufgrund dessen ist die Bezeichnung Kinderkrone Ottos III. verbreitet. Allerdings gilt diese Ansicht, wohl zurückzuführen auf Wunschdenken von Essener Geschichtsschreibern des frühen 20. Jahrhunderts, inzwischen weithin als überholt. Sicherlich stellt sie jedoch die älteste erhaltene Lilienkrone der Welt dar.

## Beschreibung
Die Krone entspricht in ihrer Form einem byzantinischen Stirnreif von 3,5 cm Breite. Ihr Durchmesser beträgt heute 12,5 cm. Die Krone ist an den Kopfumfang der Goldenen Madonna angepasst. Der Steinbesatz der Krone ist regelmäßig und auf den Umfang abgestimmt. Die Krone besteht aus einem stark silberlegierten Goldreif, auf den außen ein zweiter Reif aus reinerem Gold aufgelötet ist. Im Inneren der Krone ist ein eiserner Verstärkungsring sichtbar.
Der obere und untere Rand der Krone sind mit Perlenschnüren verziert, wobei der diese durchziehende Draht mit Metallringen auf die Unterlage gelötet ist. Auf den vier Lilienzacken und auf dem Reif selbst befinden sich zahlreiche Perlen und Edelsteine, wobei die direkt unter den Lilienzacken angebrachten Steine besonders kostbar gefasst sind. Unter den Steinen befindet sich eine spätrömische, aus einem roten Almandin geschnittene Gemme mit einem Medusenhaupt sowie ein Saphir in einer dreieckigen Goldfassung auf der Vorderseite der Krone.
Vergleichbare, allerdings jüngere Kronen in kirchlichem Besitz befinden sich in den Kirchenschätzen von Hildesheim und im französischen Conques.

## Geschichte
Die Herkunft der Krone ist nicht geklärt. Lange wurde davon ausgegangen, dass die Krone 983 für die Krönung Ottos III. geschaffen wurde und von diesem an das Stift Essen geschenkt wurde. Das Stift Essen hatte unter der Leitung der Äbtissin Mathilde, die selbst eine Enkelin Kaiser Ottos I. war, eine besonders enge Beziehung zu dem ottonischen Herrscherhaus, die sich in bedeutenden Schenkungen der Könige wie auch darin niederschlug, dass die Schwester Ottos III., die wie die Äbtissin Mathilde hieß, in Essen erzogen wurde. Zu Beginn des Februars 993, also um Mariä Lichtmess, stattete Otto III. dem Stift Essen einen Besuch ab, bei dem er nach Vermutung lokaler Historiker dem Stift Essen zwei bedeutende Geschenke machte.
Das eine Geschenk war ein Schwert aus Damaszener Stahl, das vermutlich um 950 angefertigt worden war und in Schlachten benutzt worden ist, wie Gebrauchsspuren an der Klinge erkennen lassen. Dieses wohl wegen seines Trägers verehrenswürdige Schwert wurde in Essen mit einer kostbaren Umhüllung aus Gold versehen. In der Folgezeit wurde das Schwert als das Richtschwert der Essener Stifts- und Stadtpatrone Cosmas und Damian angesehen und fand dadurch Aufnahme in das Essener Stadtwappen. Für die heutige Forschung wäre die Antwort auf die Frage, wer der ursprüngliche Träger des Schwertes war, zum besseren Verständnis des Verhältnisses des Stifts Essens und der Familie der Ottonen interessant.
Das zweite Geschenk Ottos III. war möglicherweise die goldene Krone. Hierfür fehlt jeder schriftliche Beleg, aber trotzdem gibt es für diese These Argumente. Zum einen wurde die Krone aufgrund kunsthistorischer Vergleiche auf das ausgehende 10. Jahrhundert datiert. Aus dem eisernen Verstärkungsring wird auf Anpassungsarbeiten an die Kopfgröße der Madonna geschlossen, so dass die Krone ursprünglich für einen anderen Zweck angefertigt worden sein soll. Dieser andere Zweck kann nur die Krönung eines Kindes gewesen sein, da man auf die ursprüngliche Kronengröße schließen könne. Die Krönung Ottos III. 983 im Aachener Dom ist die einzige Kinderkrönung im passenden Zeitraum. Auch der Umstand, dass der mittelalterliche Brauch, am Fest Mariä Lichtmess am 2. Februar Marienstatuen zu krönen, als erstes in Essen nachgewiesen ist, soll dafür sprechen, dass Otto III. bei seinem Besuch in Essen, der mit dem Feiertag zusammentraf, zu Beginn des Februars 993 die Krone dem Stift übergab.
Modernere Formelemente (deren Datierungsansatz in der Forschung auch angezweifelt wird) lassen eine Umarbeitung der Krone in der Mitte des 11. Jahrhunderts vermuten. Im gleichen Zeitraum entstanden mit dem Theophanu-Kreuz und dem Kreuznagelreliquiar der Äbtissin Theophanu Kunstwerke, bei denen Emails wiederverwendet wurden, die vom Nimbus der Goldenen Madonna stammten, der bei einer Krönung der Statue hinderlich war und daher entfernt wurde. Eine Herstellung der Krone vor etwa 1040/50 ist daher wahrscheinlich.
In der neueren Forschung wird erwogen, die ganze Krone aufgrund bestimmter Zierformen, sogenannter Blütenkronen und Bienenkörbe, die sich sehr ähnlich an Kunstwerken finden, die dem Umfeld Heinrichs II. zugeordnet werden, in das beginnende 11. Jahrhundert zu datieren. Die Krone wäre dann originär für die Krönung der goldenen Madonna geschaffen worden. Im Essener Domschatz finden sich diese Zierformen auf den Kreuzenden des Kreuzes mit den großen Senkschmelzen, die mutmaßlich unter Äbtissin Sophia (1011–1039) umgestaltet wurden. Für eine Erschaffung der Krone als Marienkrone spricht auch, dass der regelmäßige Steinbesatz eine Verkleinerung der Krone unwahrscheinlich macht.
Teilweise wird die Krone in die zweite Hälfte des 11. Jahrhunderts datiert.
Als ein herausragendes Beispiel der ottonischen Goldschmiedekunst war die Krone 1988 auf einer Wohlfahrtsmarke der Bundespost abgebildet.